# Сідзоку
Сідзоку (士族, しぞく, «роди мужів») — суспільний стан нетитулованої шляхти в Японії, що існував протягом 1869 — 1947 років. Сформований з середніх і дрібних самураїв.

## Короткі відомості
Після повернення земель і населення Імператору в липні 1869 року, Імператорський уряд Японії домігся ліквідації відносин «пана-слуги» між регіональними володарями даймьо та залежними від них самураями. Влада сформувала з останніх новий суспільний стан нетитулованої шляхти сідзоку. 1870 року найнижчий прошарок самурайства був виділений в окремий стан рядових (соцудзоку), однак через протести його скасували за два роки. 1872 року уряд закріпив за середніми і дрібними самураями спадкове звання шляхти сідзоку, а представниками найнижчого прошарку надав це звання на одне покоління. На 1873 рік до нетитулованої шляхти належало близько 410 тисяч сімей, числом понад 1,89 мільйони чоловік.
Нетитулована шляхта була другим привілейованим суспільним станом після титулованої шляхти кадзоку і займала вищу сходинку у соціальній ієрархії Японії ніж простий люд. Представники нетитулованої шляхти отримувалися за рахунок державного бюджету і мали право носити мечі. Однак 1873 року в Японії була введена загальна військова повинність, що знизило воєнну роль шляхти, а заборона на носіння мечів та скасування державного утримання позбавило її останніх привілеїв. На кінець 1870-х років правова межа між шляхтою і простим людом була практично ліквідована.
Для заробітку частина шляхтичів стала науковцями, викладачами, політиками, адміністраторами, військовими або поліцейськими. Деякі з них перетворилися на лідерів у своєму роді занять. Проте більшість зайнялась комерцією і швидко збанкрутувала. В країні навіть з'явився вираз «торгувати як шляхтич». Через бідність чимало шляхти жебракувала або займалася розбоєм на дорогах.
Для порятунку нетитулованих шляхтичів Імператорський уряд видавав їм одноразові субсидії і сприяв їхньому переселенню на Хоккайдо, скеровуючи на заняття сільським господарством. Проте урядові заходи були недостатніми, що викликало радикалізацію невдоволених. Частина шляхти піднімала повстання, найпотужнішим з яких було Сацумське 1877 року, а інша частина взяла активну участь у громадсько-політичному русі за свободу і народні права, що ратував за демократизацію країни.
Попри те, що на початок 20 століття нетитулована шляхта втратила свої станові привілеї, її представники цінували своє звання і рідко вступали у шлюб із простолюдинами.
Стан сідзоку був ліквідований після Другої світової війни в 1947 році, в зв'язку із набуттям чинності нової Конституції Японії.